# 田窪駅
田窪駅（たのくぼえき）は、愛媛県東温市田窪にある、伊予鉄道横河原線の駅である。駅番号はIY21。

## 歴史
1966年（昭和41年）10月31日までは、先に開業していた隣の牛渕駅が「田窪駅」を名乗っていた。

### 年表
- 1967年（昭和42年）1月1日：開業。

## 駅構造
単式ホーム1面1線を持つ有人駅である。

## 駅周辺
駅北側が開発され、現在は団地となり住宅が多く建てられている。
- 重信郵便局
- 香積寺（隻手薬師）
- 宇気洲神社
- 愛媛県立しげのぶ特別支援学校
- 国道11号（松山東道路）
- 愛媛県道193号森松重信線
- 愛媛県道209号美川松山線
- 伊予鉄バス「田窪」停留所 - 愛媛県道193号線沿い。
- 東温スマートインターチェンジ

## 隣の駅
伊予鉄道
■横河原線
牛渕駅 (IY20) - 田窪駅 (IY21) - 見奈良駅 (IY22)